# Villers-Saint-Barthélemy
Villers-Saint-Barthélemy település Franciaországban, Oise megyében. Lakosainak száma 470 fő (2022. január 1.). Villers-Saint-Barthélemy Ons-en-Bray, Rainvillers, Saint-Paul, Le Vauroux és Auneuil községekkel határos.

## Népesség
A település népessége az elmúlt években az alábbi módon változott:
| Lakosok száma | 506  | 507  | 511  | 480  | 472  | 466  | 463  | 467  | 470  |
|               | 2013 | 2015 | 2016 | 2017 | 2018 | 2019 | 2020 | 2021 | 2022 |